# Живая классика книжного клуба (Норвежский книжный клуб)
Живая классика книжного клуба — это серия книг из 33 томов, изданных Норвежским книжным клубом с 1982 по 1990 год под редакцией Брикта Йенсена. В серию вошли книги из канона европейской литературы, из исландских саг, с упором на реализм конца XIX века и с некоторым преобладанием скандинавских книг.

## Список книг
| Автор                      | Книга                                            | Год       |
| -------------------------- | ------------------------------------------------ | --------- |
| Неизвестный                | Сага о Гисли                                     | XIII век  |
| Неизвестный                | Сага о Ньяле                                     | XIII век  |
| Мигель де Сервантес        | Дон Кихот                                        | 1605      |
| Даниель Дефо               | Робинзон Крузо                                   | 1719      |
| Джонатан Свифт             | Путешествия Гулливера                            | 1726      |
| Эрнст Теодор Амадей Гофман | Фантастические истории                           | 1814–1819 |
| Мэри Шелли                 | Франкенштейн                                     | 1818      |
| Вальтер Скотт              | Айвенго                                          | 1819      |
| Стендаль                   | Красное и чёрное                                 | 1830      |
| Оноре де Бальзак           | Отец Горио                                       | 1834      |
| Александр Дюма             | Граф Монте-Кристо                                | 1844      |
| Шарлотта Бронте            | Джейн Эйр                                        | 1847      |
| Чарльз Диккенс             | Дэвид Копперфильд                                | 1850      |
| Герман Мелвилл             | Моби Дик                                         | 1851      |
| Камилла Коллетт            | Дочери губернатора округа                        | 1855      |
| Бьёрнстьерне Бьёрнсон      | Крестьянские сказки                              | 1857-1860 |
| Гюстав Флобер              | Госпожа Бовари                                   | 1857      |
| Виктор Гюго                | Отверженные                                      | 1862      |
| Фёдор Достоевский          | Преступление и наказание                         | 1866      |
| Эмиль Золя                 | Тереза Ракен                                     | 1867      |
| Лёв Толстой                | Война и мир                                      | 1869      |
| Алексис Киви               | Семеро братьев                                   | 1870      |
| Александр Хьелланн         | Короткие истории                                 | 1879      |
| Арне Гарборг               | Студенты-фермеры                                 | 1883      |
| Юнас Ли                    | Семья в Гилье                                    | 1883      |
| Кристиан Крог              | Альбертина                                       | 1886      |
| Роберт Льюис Стивенсон     | Странная история доктора Джекила и мистера Хайда | 1886      |
| Август Стриндберг          | Сын горничной                                    | 1886      |
| Томас Харди                | Тэсс из рода д’Эрбервиллей                       | 1891      |
| Оскар Уайлд                | Портрет Дориана Грея                             | 1891      |
| Теодор Фонтане             | Эффи Брист                                       | 1896      |
| Генрик Сенкевич            | Камо грядеши                                     | 1896      |
| Трюгве Андерсен            | Во времена Канцелярского совета                  | 1897      |